# Jesús López Cobos
Jesús López Cobos (Toro, 25 de fevereiro de 1940 - Berlim, 2 de março de 2018) foi um maestro espanhol.
López Cobos estudou na Universidade de Madri, onde se formou em Filosofia e Letras em 1964. Posteriormente se interessou pela música, estudando condução ao lado de Franco Ferrara e Hans Swarowsky e graduando-se em 1966.
Graças a uma bolsa de estudos, ele foi ampliar seu conhecimento musical em Nova Iorque, estreando como maestro em Veneza em 1969. A partir desta data ele conseguiu dirigir as maiores orquestras sinfônicas e filarmônicas do mundo como convidado.
Entre 1981 e 1990 López Cobos foi diretor musical da Ópera Alemã de Berlim (Deutsche Oper Berlin); de 1984 a 1988 foi diretor da Orquestra Nacional da Espanha; entre 1986 e 2000 foi diretor musical da Orquestra Sinfônica de Cincinnati e de 1990 até 2000 foi o principal maestro da Orquestra de Câmara de Lausana.
De 2003 até sua morte López Cobos foi o diretor musical do Teatro Real de Madri.
Em 1981 López Cobos ganhou o Prêmio Príncipe das Astúrias das Artes.